# 马基斯灌丛带

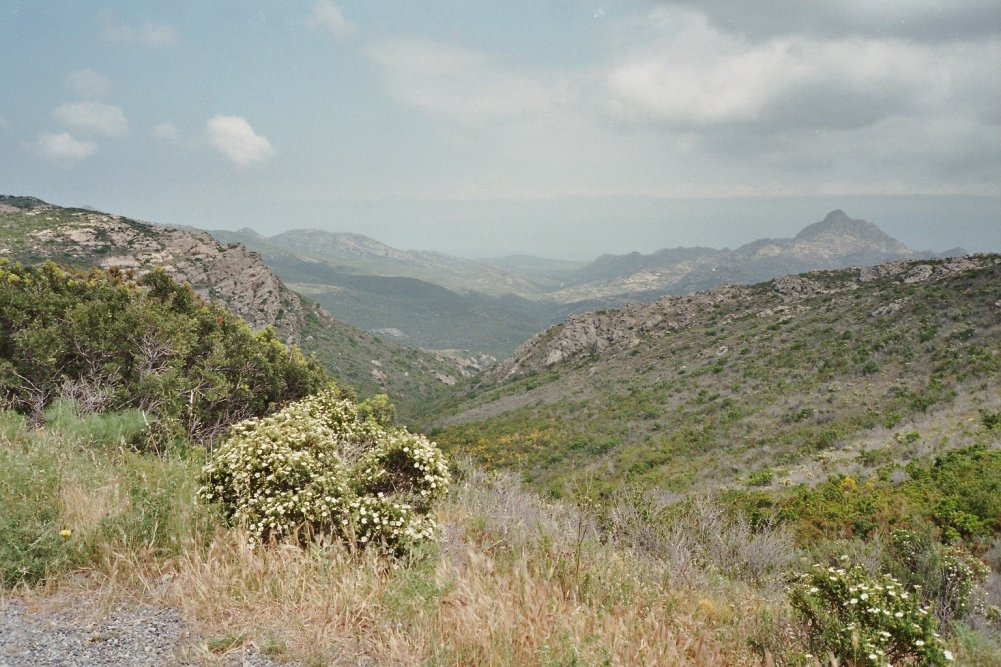
科西嘉的矮灌木丛带

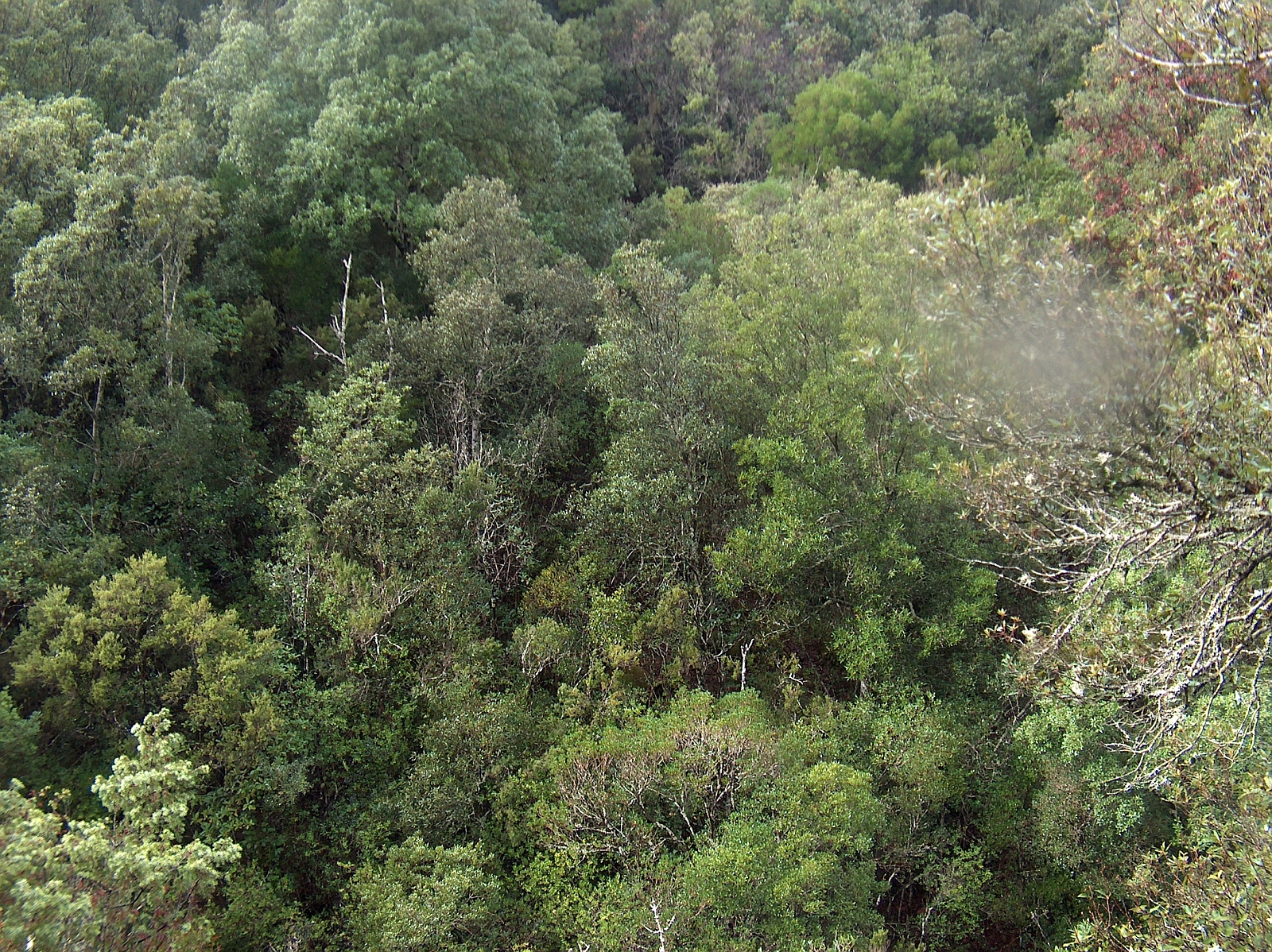
撒丁岛的高灌丛带

马基斯灌木丛带（英語：Maquis shrubland）是一种地中海地区的灌木生物群落，通常由密集生常绿灌木组成。